# Marco Cornelio Maluginense (cónsul 436 a. C.)
Marco Cornelio Maluginense (en latín, Marcus Cornelius Maluginensis) fue un político de la República romana que ocupó el cargo de cónsul en el año 436 a. C., junto con Lucio Papirio Craso.
Durante su mandato, debido a la aparición de una epidemia en Roma, se suspenden las operaciones militares contra los Veyenses y los faliscos. La progresión inquietante de la enfermedad lleva al pueblo a hacer oraciones públicas bajo la dirección de los decenviros.